# 貴州省思南中學
27°56′28″N 108°15′18″E / 27.941°N 108.255°E
貴州省思南中學，簡稱思南中學，位於貴州省思南縣思唐鎮文化街。始建於1904年，是貴州建校第二早的中學。2002年，被貴州省教育廳列入首批省級示範性高中。

## 校史

### 清朝
1904年（光緒三十年），在清末新政全國廢科舉、興西學的洪潮下，思南府政府鑒於各地雖有新式小學堂，然無中等教育，時任知府曾宗彥遂召集思南府三縣兩地委員商議，於府城的新考棚興建中學，名爲“思南府官立中學堂”。
1905年（光緒三十一年），繼任知府李大椿將辦學地點搬遷到鳳儀書院，一學期後停辦。1907年（光緒三十三年），繼任知府余雲煥於新考棚的舊址建立思德舊德學堂，但因授課內容僅爲國學，被關停。
1911年（宣統三年），思南府各縣教育代表再次商談，決定由各縣合資復辦府立中學，後因辛亥革命爆發中止。

### 中華民國
1920年（民國九年），思南縣政府於鳳儀書院舊址創辦縣立中學校，一年後因土匪作亂停辦。
1926年（民國十五年），原思南府和毗鄰地區的思南、德江、印江、婺川、沿河、后坪、石阡、鳳岡8縣（相當於行政督察區第六區）代表重聚思南，商議重辦聯合中學，擇定於思南府試院和府文廟爲校址。但由於無專員負責，未曾動工。
1928年（民國十七年），貴州省政府派出陳學式任籌備專員，和8縣代表於思南重新會談聯合辦學，因軍閥混戰亦無所成。1930年（民國十九年），貴州省政府再次派出籌備專員蕭次瞻（思南籍），召集8縣代表商榷聯合中學的辦理事宜，方成。決定以原思南府官立中學堂址成立“思印石沿德鳳婺后八縣聯立中學”。
1932年（民國二十一年）4月23日，八縣聯立中學整備完畢，開始正式招生。4月23日也被思南中學定爲校慶日。1933年（民國二十二年），貴州省政府統一命名省內中學名稱，將八縣聯立中學改爲“貴州省立第七中學”，由省教育廳領導。
1936年（民國二十五年），因改名貴州省立七中以來尚未有高中部，更名爲“貴州省立思南初級中學”。1941年（民國三十年），因增設高中班，改名“貴州省立思南中學校”。1942年（民國三十一年），設立簡易師範科，學制一年。

### 中華人民共和國
1949年10月，中華人民共和國在北京宣佈成立。由於中國人民解放軍逼近貴州，國民黨敗局已現，剛上任思南中學校長的張捷先倉皇撤離，並宣佈停學。11月17日，思南縣城被中國人民解放軍攻下。
1950年1月，思南縣武裝工作團宣佈全縣中小學復學。2月，思南縣人民政府派人接收了思南中學。5月27日，據西南軍政委員會指示，停授英語課程，改爲政治教育以及其他課程。8月，根據銅仁地區行署指示，思南、印江兩縣原來單獨設置的縣立初級中學，都被併入貴州省立思南中學，招收“西五縣”學生。
1956年秋，德江、石阡、印江、沿河皆自辦高中，思南中學只接收本縣學生。1960年，被貴州省教育廳列爲省重點中學（共6所），恢復面向印江、德江、沿河等縣招生。
1966年開始的文化大革命，使思南中學的正常教學活動受到了極大破壞，但仍然於1969年與1970年實現了初中和高中的復課。
1980年，被貴州省政府列爲首批重點中學（26所）。2002年1月15日，被貴州省教育廳確定爲首批省級示範性普通高中（共9所）。
2012年，位於邵家橋鎮佔地500畝的新校區開始規劃建設。2015年7月31日，新校區竣工通過驗收。

## 學校概況
思南中學位於烏江之濱文風淵藪的思南縣城，佔地面積49,191㎡，其中建築面積35,000㎡，綠化面積5,800㎡，教學設施齊備。佔地面積500畝（約合33萬平方米）的新校區建成後面積將得到很大提升。現有48個高中班級，學生3,051人。教職工192人，其中教師168人。

## 校歌
|  | 五老峰下，烏江之濱 ，思南中學，春色滿園。團結勤奮，求是進取，光榮傳統哺育我們 這裡是成苗的沃土，這裡是人才的搖籃；這裡有光榮的過去，這裡有輝煌的今天 爲了振興中華，我們學習鍛煉； 爲了美好的未來，我們奮勇向前 |

## 行政管理

### 歷任校長
- 林劍虹  1904
- 費篤生  1911
- 何春澤  1920-1921
- 裘伯瑩  1932-1933[c]
- 覃夢松  1933-1935
- 鍾玉成  1935-1936
- 倪繼虞  1936-1937
- 楊承訓  1938
- 魏伯明  1938-1940
- 張鋤非  1941[d]
- 吉長瑞  1942-1946
- 郝定國  1947-1949.8
- 張捷先  1949.8-1949.10[e]
- 先仲虞  1950[f]
- 李慎之  1951-1982
- 鄧光前  1983
- 吳德敏  1984-1999.12
- 羅用飛  1999.12.29-2014
- 張翔剛  2015-

### 現任領導
- 校長  張翔剛
- 黨委書記  王榮忠
- 副校長  郝銀昌
- 副校長  宋學超
- 紀委書記  楊國輝

## 知名校友
- 吳學超，英文名Sherman S. C. Wu，美籍華裔太空科學家，1947屆畢業生。

### 腳註
1. 1 2  .   [2016-04-06]. （原始内容存档于2016-11-10）.
2. ↑  黔发（1980）161号文件

### 其他
- 任吉麟,《貴州省志·教育志》[M], 貴州人民出版社,1990.02. ISBN 7221014817.
- 姚敦睦,“淺談思南在黔東北歷史上的中心地位”,《貴州民族研究》[J], 1996.04.
- 領導介紹_貴州省思南中學
- 銅仁教育志_銅仁網 （页面存档备份，存于）